# Crab Run (Mahanoy Creek)
Crab Run ist ein Nebenfluss des Mahanoy Creek im Schuylkill County, Pennsylvania, in den Vereinigten Staaten. Der Bach ist etwa 4 km lang und verläuft durch die Barry Township. Das Einzugsgebiet des Baches hat eine Fläche von 9,1 km². Zwar ist der Wasserlauf als belastet verlassene Bergbautätigkeit eingestuft, doch dies trifft nicht zu; in seinem Einzugsgebiet hat kein Bergbau stattgefunden. Einige seiner Zuflüsse sind allerdings belastet durch die Landwirtschaft. Der Crab Run verläuft allerdings nicht weit entfernt vom Western Middle Anthracite Field. Sein Einzugsgebiet ist als Kaltasserfischgewässer und als Wanderfischgewässer eingestuft. 2001 enthielt der Bach zwar Wirbellose, aber keine Fische.

## Lauf
Der Crab Run beginnt in der Barry Township unweit des Census-designated place Beurys Lake. Er fließt zunächst einige hundert Meter westnordwestwärts und durchfließt einen kleinen See, bevor er sich nach Nordnordosten wendet. Ein paar hundert Meter weiter mündet von links ein namenloser Zufluss ein, und der Crab Run fließt nach Nordosten weiter. Erneut einige hundert Meter weiter empfängt er von rechts einen weiteren unbenannten Bach und fließt am Fuße eines Berges in einer nordnordwestlichen Richtung. Dann wendet er sich noch einmal kurz nach Nordnordosten und durchfließt noch einen weiteren kleinen See, bevor er seine Mündung in den Mahanoy Creek erreicht.
Die Mündung des Crab Run in den Mahanoy Creek liegt 51,63 km oberhalb von dessen Mündung.

## Hydrologie
Einige der Wasserläufe im Einzugsgebiet des Crab Run gelten als unbelastete Wasserläufe. Ein Wasserlauf gilt zwar als belastet durch den Bergbau, doch hat in diesem Gebiet kein Bergbau stattgefunden. Ein anderer Wasserlauf in seinem Einzugsgebiet gilt infolge von Weidewirtschaft als belastet durch Kolmation, organische Anreicherung oder niedrigen Sauerstoffgehalt.
Im August 2001 wurde die Abflussmenge des Crab Run mit 0,017 m3/s gemessen, und der pH-Wert betrug 7,1. Die Nettowert der Alkalinität betrug 32 mg/l. Die Konzentration von Aluminium war 0,01 mg/l und die von Mangan und Eisen 0,05 und 0,15 mg/l. Die Nitrat-Konzentration betrug 3,3 mg, die Phosphor-Konzentration war 0,08 mg und die Konzentration von Sulfaten erreichte 9 mg/l.

## Geographie
Die Mündungshöhe des Crab Run liegt 226 m über dem Meeresspiegel. Die Quelle liegt 273 m über dem Meeresspiegel. Crab Run liegt südlich des Western Middle Anthracite Field.
Das Bachbett des Crab Run besteht überwiegend aus Geröll, aber teilweise auch aus feinem Schluff. Die Munsell-Farbe der getrockneten Sedimente des Baches ist ein dunkles gelbliches Braun.

## Einzugsgebiet
Das Einzugsgebiet des Crab Run umfasst eine Fläche von 9,1 km². Die Mündung liegt etwa anderthalb Kilometer entfernt von Taylorville. Der Bach liegt vollständig im Planquadrat Tremont des United States Geological Survey.
Eine mit T-Trägern gebaute Betonbrücke wurde 1940 in Taylorville über den Crab Run gebaut. Sie ist 7,6 m lang und überführt die Black Creek Road.

## Fauna
Im Jahr 2001 wurden im Crab Run 10 Gattungen Wirbelloser beobachtet. Mehr als 100 Exemplare von Zuckmücken wurden gezählt. Jeweils 25 bis 100 Exemplare Kriebelmücken und Hydropsychidae wurden beobachtet. Ephemerellidae, Crydalidae, Schnaken, Cambaridae und Wenigborster wurden vereinzelt gezählt. Nur ein oder zwei Exemplare beobachtet wurden Nemouridae und Heptageniidae.

## Nebenflüsse
- Zerbe Run, nächstgelegener Nebenfluss flussabwärts
- Little Mahanoy Creek, nächstgelegener Nebenfluss flussaufwärts

## Belege
1. 1 2 3 4 5 6  United States Geological Survey: The National Map Viewer. Ehemals im Original (nicht mehr online verfügbar); abgerufen am 22. Dezember 2015 (englisch). (Seite nicht mehr abrufbar. Suche in Webarchiven)  Info: Der Link wurde automatisch als defekt markiert. Bitte prüfe den Link gemäß Anleitung und entferne dann diesen Hinweis.
2. 1 2 3  Pennsylvania Gazetteer of Streams. 2. November 2001, S. 51, archiviert vom Original am 28. April 2021; abgerufen am 30. September 2016 (englisch).  Info: Der Archivlink wurde automatisch eingesetzt und noch nicht geprüft. Bitte prüfe Original- und Archivlink gemäß Anleitung und entferne dann diesen Hinweis.
3. 1 2  Watershed Restoration Action Strategy (WRAS) State Water Plan Subbasin 06B Mahanoy Creek and Shamokin Creek Watersheds (Susquehanna River) Northumberland and Schuylkill Counties. Februar 2004, S. 13, archiviert vom Original am 10. Oktober 2014; abgerufen am 23. Dezember 2015 (englisch).
4. 1 2 3 4 5  Charles A. Cravotta: Effects of Abandoned Coal-Mine Drainage on Streamflow and Water Quality in the Mahanoy Creek Basin, Schuylkill, Columbia, and Northumberland Counties, Pennsylvania, 2001. (PDF) United States Geological Survey, 2001, S. 9, 16, 31, 38, 41, abgerufen am 23. Dezember 2015 (englisch).
5. ↑  Crab Run. In: Geographic Names Information System. United States Geological Survey, United States Department of the Interior, abgerufen am 30. September 2016 (englisch).
6. ↑  Schuylkill County, abgerufen am 23. Dezember 2015.